# Música clásica de México
La música clásica de México se refiere a los estilos musicales que se desarrollaron en el territorio mexicano por la influencia de la música académica europea desde el periodo virreinal hasta el siglo XXI.

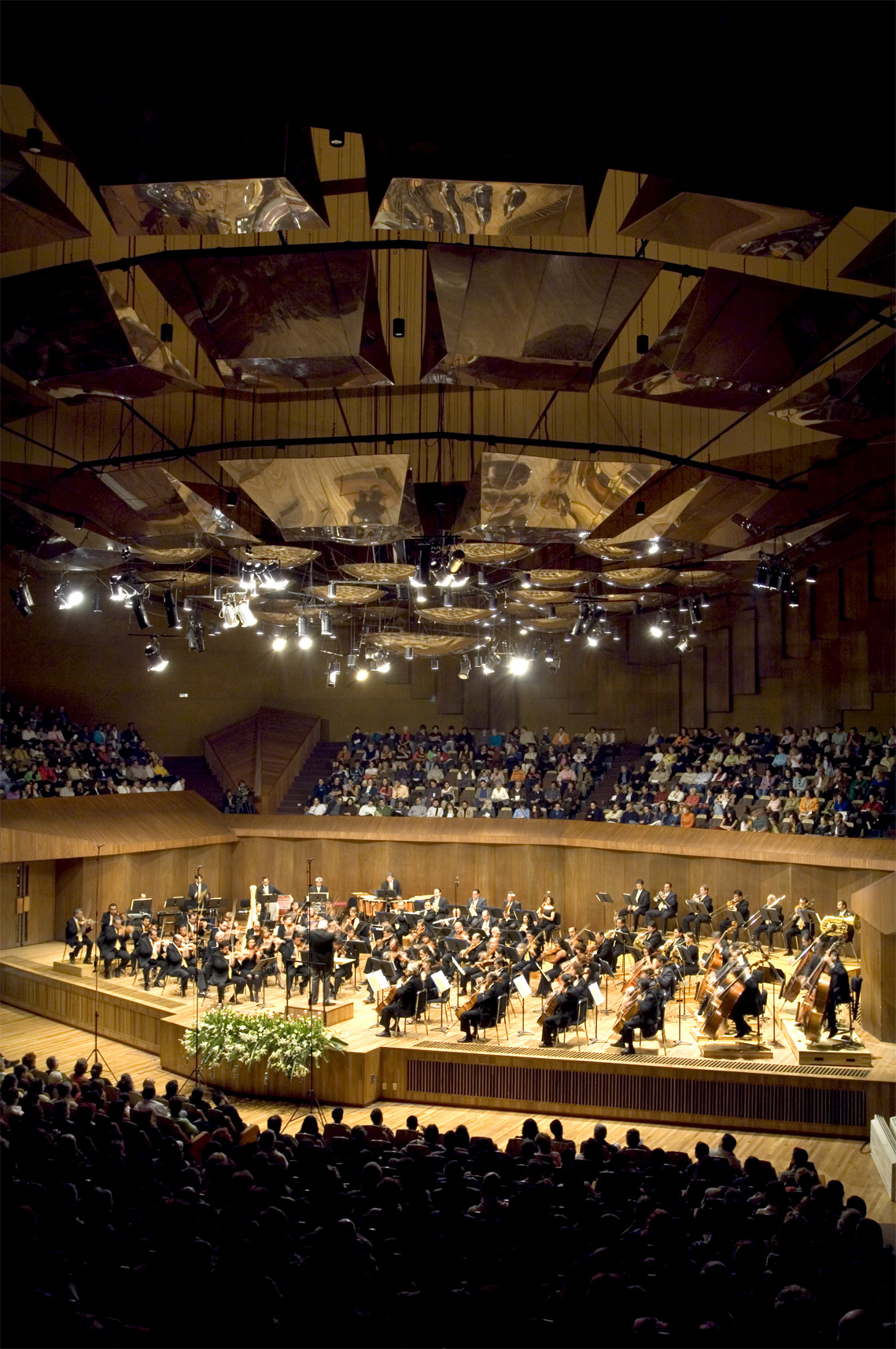
OFUNAM

## Virreinato
Durante el transcurso de los siglos XVI y XVII emergió en la Nueva España música del mismo esplendor y colorido de la música barroca contemporánea de Europa. Las composiciones musicales fueron dedicadas al culto religioso de la época, así como, en algunos casos, a representar los sentimientos humanos más profundos.
Existe una gran cantidad de trabajos musicales y documentales que describen la actividad musical alrededor de la Iglesia católica durante el periodo virreinal de México. Entre las ciudades con mayor desarrollo musical se encuentran la Ciudad de México, la ciudad de Puebla, Oaxaca, Tepotzotlán y la antigua Valladolid (hoy Morelia).
- Pedro de Gante (1480-1572). Fundador de la primera escuela de música en la Nueva España.
- Juan Xuárez (1504 - 1539). Primer maestro de capilla (1539) de la Catedral de México.
- Hernando Franco (1532- 1585). Maestro de capilla de la Catedral de México.
- Pedro Bermúdez. (1558 - 1605) Maestro de capilla de la Catedral de Puebla durante los inicios del siglo XVII.
- Bernardo de Peralta y Escudero. (1575 - 1617) Compositor de obras polifónicas de la Catedral de Puebla.
- Juan de Lienas. (fl.1617-1654) Compositor novohispano del siglo XVI).
- Juan Gutiérrez de Padilla. (1590 - 1664) (Maestro de Capilla entre 1629 y 1664). Compositor mexicano más importante del siglo XVII.
- Juan García de Zéspedes (ca. 1619 – 1678). Maestro de capilla de la Catedral de Puebla.
- Francisco López Capillas. (1608 - 1674) Puebla. Segunda mitad del siglo XVII.
- Francisco de Vidales (1632-1702). Organista y compositor de la Catedral de Puebla.
- Miguel Matheo de Dallo y Lana. Puebla.
- Juan Navarro Gaditanus.(c.1550 - c.1610) Fraile franciscano. Catedral de Morelia, Convento de Santa Rosa de María. Valladolid.
- Antonio de Salazar. (1650 - 1715) Maestro de capilla de la Catedral de México entre 1688 y 1715.
- Manuel de Sumaya (1678 - 1755). Compositor de la segunda ópera conocida del Nuevo Mundo.
- Santiago Billoni (1700-1763). Maestro de Capilla de la Catedral de Durango.
- Ignacio de Jerusalem y Stella. ( 1707 - 1769) Compositor italiano. Maestro de capilla de la Catedral de México de los años 1749 a 1769.
- Matheo Tollis de la Roca. Sucesor de Ignacio de Jerusalem.
- José Manuel Delgado (1747-1819) Músico y compositor mexicano.
- José Aldana. (1758-1810). Compositor más importante de la segunda mitad del siglo XVIII en la Nueva España.
- Manuel Arenzana. (ca 1762 - 1821). Maestro de capilla de Puebla en los principios del . Estilo musical con las nuevas tendencias europeas de la época.
- José María Bustamante (1777 - 1861)
- José Mariano Elízaga (1786 - 1842). Maestro de capilla en Valladolid (Morelia) y Ciudad de México, y compositor del clasicismo.

## SigloXIX
La música mexicana durante el siglo XIX se vio sometida a las mismas influencias que en el resto del mundo occidental. Autores destacados son José María Bustamante, Manuel Antonio Del Corral, Ignacio Ocadiz, Eduardo Gavira, Octavio Yáñez, Ángel J. Garrido y Tomás León. El compositor Melesio Morales fue un incansable promotor de la cultura y la música en el país. Macedonio Alcalá fue un violinista, pianista y compositor recordado hoy en día especialmente por su vals "Dios nunca muere". 
Durante la era porfiriana, los compositores crearon piezas orientadas principalmente a satisfacer las necesidades de la clase acomodada, esto se reflejó en un gusto por música para bailar, especialmente valses y polcas. El exponente más conocido es Juventino Rosas y su obra más conocida, Sobre las olas, evoca los vals vienes al grado de que se le llegó a negar la autoría por considerarse que un mexicano no estaba a la altura de los compositores europeos.
Otros compositores mexicanos de este período son Felipe Villanueva (1863-93), Ernesto Elorduy (1853-1912), autor de exquisitas mazurcas que mezclan la forma tradicional polaca con melodías de tipo hispano-mexicano, y Ricardo Castro (1864-1907), que compuso las primeras sinfonías y conciertos (para piano y para violonchelo) del México moderno.

## SigloXX

### Nacionalismo y modernismo
Compositores más jóvenes, como José Rolón (1876-1945) y Manuel M. Ponce (1882-1948), continuaron con un estilo más bien romántico, pero poco a poco transitaron —también por influencia europea— hacia un lenguaje modernista que exploraba por primera vez las combinaciones politonales y neomodales, aunque con un sentido tradicional del empleo de los instrumentos. A Ponce se debe, en particular, parte del repertorio mexicano más representativo de la época, para piano y para guitarra, instrumento al que contribuyó en su desarrollo moderno gracias a una directa colaboración con el concertista español Andrés Segovia.
El primer compositor mexicano que emprendió investigaciones dirigidas a la organización tonal y la división de la escala en intervalos más pequeños que el semitono, fue Julián Carrillo (1875-1965), que escribió numerosos tratados musicales y publicó su teoría con el nombre de Sonido 13. Para él, los sonidos se pueden dividir en mitades de semitono (cuartos), mitades de mitades de semitono (octavos), etc., pero también en cualquier otra fracción racional (sextos, novenos, treceavos, etc.), y por ello creó también sus propios instrumentos musicales (pianos y arpas, especialmente) y compuso un amplio repertorio. Asimismo, compuso obras microtonales para coro y cuatro óperas. Augusto Novaro fue un compositor y teórico que igualmente indagó en las posibilidades del microtonalismo, aunque su labor es mucho menos difundida, estudiada y reconocida.
Al mismo tiempo, en un ambiente cultural que buscaba encontrar y exaltar las raíces nacionales mexicanas, posterior al triunfo de la revolución mexicana, nació una corriente de compositores nacionalistas que crearon con base en temas musicales folclóricos y populares. Algunos de ellos combinaron estos temas con técnicas modernas, como polirritmia, modalismo y atonalismo. Los compositores más sobresalientes de este periodo son Candelario Huízar (1883-1970) —que produjo obras de marcado estilo mexicano, pero sin recurrir a la cita textual de temas populares—, Carlos Chávez (1899-1978) —cabeza visible del movimiento nacionalista y creador de la Orquesta Sinfónica de México y el Instituto Nacional de Bellas Artes— y Silvestre Revueltas (1899-1940) —considerado frecuentemente como el compositor más representativo y con más talento de su generación.
También destaca el llamado «Grupo de los cuatro», formado por Blas Galindo (1910-93), quien utilizó temas tradicionales como los sones de mariachi y que dejó también un amplio catálogo de música politonal y atonal; José Pablo Moncayo (1912-58) quien utilizó sones tradicionales veracruzanos para crear una de las obras sinfónicas mexicanas más conocidas, Huapango (1940); Salvador Contreras (1910-82), autor de música sinfónica y de cámara, tonal y después atonal, en un estilo más personal y desarrollado. Paulino Paredes (1913-1957) es conocido por su poema sinfónico Cañón Huasteca (1956), un ejemplo de tardío impresionismo descriptivo. Otros compositores de esta época son Eduardo Hernández Moncada (1899-1995), Luis Sandi (1905-96) y Miguel Bernal Jiménez (1910-56).
Cabe indicar que esta corriente, al igual que otras ramas culturales del México pos-revolucionario, tuvo gran apoyo gubernamental, lo que opacó movimientos alternativos. El mismo fenómeno se dio en la pintura con el muralismo y en la literatura, con la novela revolucionaria.
En la península de Yucatán se formó un grupo de compositores, que proyectó un desarrollo de ópera regional: Gustavo Río Escalante, Fausto Pinelo Río, Cornelio Cárdenas Samada, Arturo Cosgaya Ceballos, Efraín Pérez Cámara y el músico noruego Halfan Jebe, quien residió en Mérida, Yucatán, y se desempeñó no solo como músico sino como maestro del Conservatorio.

## Vanguardia y posmodernismo
Con el inicio de la segunda mitad del siglo XX México, gracias a las políticas de apertura hacia los prófugos de los diferentes conflictos armados internacionales o nacionales en otros países, acogió en exilio a varios compositores extranjeros que se radicaron en el país después de 1940. Entre ellos figuran de manera prominente Rodolfo Halffter, de origen español, a quien se debe la formalización de la enseñanza de la música serial en el Conservatorio Nacional de Música; Conlon Nancarrow, de origen estadounidense, a quien se atribuye el desarrollo de la polirritmia y la polimétrica mediante el uso experimental de la pianola automática; y Gerhart Muench, de origen alemán, que ejerció mucha influencia entre los nuevos compositores mexicanos. Estos últimos pueden ser descritos como una generación que realizó muchas búsquedas de vanguardia: Mario Lavista (1943) fundador y director de la revista Pauta, cuya obra es conocida en el ámbito de la música de concierto en México, España y Estados Unidos, dio continuidad a la fórmula de enseñanza y gestión del poder político cultural creada por Carlos Chávez en su Taller de Composición en el Conservatorio Nacional de Música y posteriormente en la Escuela Superior de Música, formando muchos de los compositores radicados en México de la generación sucesiva, citados más adelante. Mario Lavista recibió la beca Guggenheim por su ópera Aura y ha publicado muchos ensayos, la mayor parte de estos reunidos en el libro “Textos en torno a la música”. Otros compositores que pueden mencionarse, relativos a este periodo, son Francisco Núñez (1945), Graciela Agudelo (1945), Federico Ibarra (1946) y Daniel Catán (1949), entre otros.
Manuel Enríquez desarrolló modelos personales de escritura musical y creó un abundante repertorio para instrumentos de arco y percusiones, principalmente, así como obras sinfónicas en que por primera ocasión el concepto de tono cede su lugar prominente a la textura (o sea, la elaboración de una gama de sonidos por vía del tratamiento instrumental). A nivel de la política cultural de México entre 1960 y 1990 Manuel Enríquez fue el compositor más influyente.
Sin duda, el compositor que en este periodo logra introducir su obra con mayor evidencia en el ámbito de la vanguardia internacional es Julio Estrada. Hijo de inmigrantes españoles transterrados en México a raíz de la guerra civil española, es profesor e investigador de tiempo completo en la Escuela Nacional de Música de la UNAM (Coyoacán, D.F.) y en el Instituto de Investigaciones Estéticas de esa misma universidad. A Estrada se debe el desarrollo de técnicas de representación musical multidimensional y de formación de modelos de análisis y estructuración de alturas musicales, mediante herramientas tomadas de la teoría de conjuntos, tema de su libro Música y teoría de grupos finitos (3 variables booleanas) [UNAM, 1984], escrito en colaboración con el matemático Jorge Gil. Entre las obras de Estrada sobresale la ópera Los murmullos del páramo, basada en la novela Pedro Páramo, de Juan Rulfo.
Otros compositores que contribuyeron a la creación musical mexicana de este período son Joaquín Gutiérrez Heras (1927) -especialmente conocido por su música para cine-, Mario Kuri Aldana (1931-2013), Leonardo Velázquez (1935), Manuel Jorge de Elías (1939 ) -que además de compositor y promotor de la música latinoamericana, destacó como director de orquesta- y, Héctor Quintanar (1936 - 2013), discípulo de Chávez a quien se debió la continuidad del Taller de Composición del Conservatorio Nacional de Música y que inauguró el Laboratorio de Música Electrónica en ese plantel, en 1971 (ver más abajo: Música electrónica y electroacústica)- y Alicia Urreta (1931-1987). Y no se puede dejar de mencionar desde luego a Graciela Agudelo, autora de un extenso y variado catálogo de obras, que se ha dedicado a la pedagogía y a la difusión de la música, tanto en actividades organizativas, cuanto en radiofónicas, lectivas, académicas, editoriales y parlamentarias de carácter internacional. Conservando siempre los rasgos de su propio estilo, y la singularidad de su genuina voz, es una compositora que practica un sano eclecticismo, es decir, una orientación múltiple en la que puede expresarse por encima de los lenguajes de que se vale; pues no se sirve de ellos como un fin, sino como un referente. En su trabajo compositivo se percibe la identificación de Agudelo con América; lo que la ha llevado, como creadora, a descubrir y explorar una veta estética y filosófica comprometida con sus raíces. Conjunta su actividad de compositora con la pedagogía; convergencia de vocaciones que se constata en la calidad y el número de producciones didácticas dedicadas a niños y jóvenes. 
Algunos autores nacidos en los años 1950 siguieron abiertos a nuevos lenguajes y estéticas, pero con una clara tendencia hacia la hibridez con corrientes musicales muy diversas. Muestra de ello son las obras de Arturo Márquez (1950), Marcela Rodríguez (1951), Federico Álvarez del Toro (1953), Eduardo Soto Millán (1956). 
Entre los compositores mexicanos activos de la generación sucesiva puede mencionarse Ana Lara (1959), que realizó estudios de especialización en Varsovia con Witold Lutoslawski, obteniendo además en 2004 el grado de Maestra en Etnomusicología por la Universidad de Maryland (EE. UU.). Su obra abarca desde la música para instrumentos solistas, de cámara, sinfónica y coral hasta música coreográfica y teatral. Se ha hecho acreedora a las becas Jóvenes Creadores (1989-1990), al Programa de Intercambio de Residencias Artísticas México-Estados Unidos (1995) y a la Residencia Artística de la Fundación Rockefeller en Bellagio, Italia (2000). Actualmente es miembro del Sistema Nacional de Creadores; a ella se debe la creación del «Festival Internacional de Música y Escena de la ciudad de México». Hilda Paredes —que cursó el doctorado en composición en la Universidad de Mánchester— fue la primera compositora latinoamericana que presentó una ópera propia en escenarios europeos y ha sido promotora de la música contemporánea de jóvenes latinoamericanos, y catedrática y conferenciante en varios seminarios internacionales de composición. 
Nacida en Tehuacán Puebla y radicada en Londres, está firmemente establecida internacionalmente como una de las compositoras más importantes de su generación. Realizó sus primeros estudios musicales en la Ciudad de México y más tarde participó activamente en las clases magistrales en Darington Summer School de Peter Maxwell Davies, Harrison Birtwistle y Richard R. Bennett en Gran Bretaña y de Franco Donatoni en la Academia Chighiana. Se graduó en el Guildhall School of Music, obtuvo la maestría en la Universidad de la Ciudad de Londres y el doctorado en la Universidad de Mánchester. A pesar de vivir en Londres por muchos años,  su participación en la vida musical de México ha continuado, como profesora en la Escuela Nacional de Música de la Universidad, así como otras instituciones, como productora del programa radiofónico Apariciones Sonoras del siglo XX de Radio UNAM y colaborando con diversos intérpretes, ensambles y orquestas mexicanas.
Su música ha sido interpretada por los principales solistas y grupos internacionales tales como L’instant donné, Neue Vocalsolisten, Lontano, London Sinfonietta, Ensemble Modern, , Ensemble Recherche, Aventure, Collegium Novum Zúrich, Trío Arbós, Ensemble Signal, Grup Instrumental de Valencia, Plural Ensamble, Cuarteto Arditti, Court Circuit, entre otros. Su obra se ha presentdado en los principales festivales internacionales tales como: Festival de Huddersfield en Gran Bretaña; Eclat y Ultraschall en Alemania; Festival d’Automne à Paris: Musique d'aujourd'hui, en Francia; Wien Modern, en Austria; Festival de Música Contemporánea de Akiyoshi Dai y de Takefu en Japón; Archipel en Suiza; Otoño de Varsovia, en Polonia; Ultima en Oslo; Melbourne Festival en Australia; ISCM, Festival Internacional de Alicante y ENSEMNS, en España; la Bienal de Venecia y Traettoria en Parma, Festival of Arts and Ideas, New Haven, June in Buffalo y en el Portrait Series en Miller Thetre en Nueva York en EU; Ars Musica, en Bruselas; Festival Cervantino en México, entre otros.  
University of York Music Press, publica actualmente sus obras más recientes.
Hebert Vázquez, alumno de Mario Lavista, hijo de un científico uruguayo que emigró a México con su familia a causa de la dictadura militar en su país, ha sido uno de los principales impulsores de la nueva teoría musical desarrollada en México, sobre el espacio de alturas musicales, asimismo bajo el enfoque de la teoría de conjuntos. El mismo ha impartido seminarios de análisis musical en los principales planteles de enseñanza musical de la República Mexicana.
Javier Torres Maldonado ha sido profesor de composición y nuevas tecnologías en los conservatorios italianos «A. Vivaldi» (Alessandria) y «A. Bonporti» (Trento), así como director del «Dynamis Ensamble» de Milán. Véase «A. Vivaldi» de Alessandria Actualmente desempeña una intensa e importante labor pedagógica como profesor titular de composición y nuevas tecnologías en el Conservatorio G. Verdi de Milán Ha recibido en el extranjero buena parte de los más prestigiados reconocimientos internacionales en materia de composición musical ("Commande d'Etat" del Gobierno de Francia, "Reina Elisabeth" de Bruselas, "Reina María Jose" de Ginebra, "Alfredo Casella" de Siena, "Prix des Musiciens" del Nouvel Ensemble Moderne, "Ad Referendum II" de Montréal, Canadá, "Città di Barletta", Italia, y por dos veces consecutivas le fue otorgado el segundo lugar en el concurso "Mozart" de Salzburgo, Austria) gracias a diferentes obras en las que conviven un sólido oficio como compositor e interesantes concepciones sobre la manipulación de la velocidad temporal, la espacialización de las fuentes sonoras y las ilusiones acústicas. Toda su producción se encuentra publicada por las editoriales Suvini Zerboni (Milán) y Universal Edition (Viena).
Carlos Sánchez Gutiérrez, actualmente catedrático de composición en Eastman School of Music de Nueva York y ganador de premios internacionales en Estados Unidos (Guggenheim, Fulbright, Koussevitzky, Fromm, American Academy of Arts and Letters), ha fundado junto con Ricardo Zohn-Muldoon, quien es también catedrático en Eastman, el Eastman Broadband Ensemble. Ignacio Baca Lobera, que enseña composición y teoría de la música en la ciudad de Querétaro, cuenta con obras que reúnen la complejidad de una búsqueda formal no tradicional con un casi agresivo ingenio colorístico que recuerda la ruta abierta por Enríquez. Ignacio Baca Lobera tuvo como profesores a Julio Estrada y Joji Yuasa, así como a Jean-Charles François y Brian Ferneyhough en la Universidad de California en San Diego, institución en la que obtuvo el doctorado en composición musical. En su música de cámara y orquesta utiliza técnicas como procesos aleatorios, microtonalismo, teoría de redes y métodos de graficación aplicados a la composición. Baca Lobera ha recibido menciones honoríficas en los concursos José Pablo Moncayo para orquesta (1982) y Lan Adomián para música de cámara (1980), ambos en México. Ha sido finalista en el concurso New Music Today (1988) en Japón, el «Kranichsteiner Musikpreis» de Darmstadt, Alemania (1992) y el lrino Music Prize para música orquestal en Japón (1996).
Víctor Rasgado (1956) y Juan Trigos (1965) destacaron a inicios de los años 1990 por su labor educativa, organizando en la Ciudad de México los seminarios internacionales de composición con Franco Donatoni, siguieron más tarde su carrera por caminos distintos. El primero de ellos, luego de recibir premios como el del «Concurso Internacional de Composición Alfredo Casella» (1993) o el Internacional de la Ópera de Spoleto, por su ópera Anacleto Morones (1991), ha continuado su trayectoria como enseñante en el Centro de Investigaciones y Estudios Musicales Tlamatinime (CIEM). Por su parte, Trigos desarrolló en México, en la década de los noventa, una actividad musical importante lo mismo como compositor que como director de orquesta. 
Armando Luna Ponce —profesor de composición e instrumentación en el Conservatorio Nacional de Música— es autor de un catálogo que se distingue por un manejo experto del ensamble de cámara, casi siempre en un diálogo entre propuestas personales de interés colorístico y rítmico, inspirado en formas clásicas antiguas, como la chacona, la zarabanda o también mexicanas, como el guateque. 
Leonardo Coral (1962) miembro del Sistema Nacional de Creadores, con más de 130 obras,23 CD (cuatro de ellos monográficos), un estilo neoclásico, sobrio y rigorista. Autor de diversas obras sinfónicas: Animales míticos, Alegorías, conciertos para piano, guitarra, viola, flauta, chelo. Profesor en la Escuela Nacional de Música de la UNAM.
Gabriela Ortiz (1964) —profesora de la Escuela Nacional de Música de la UNAM— es autora de un amplio catálogo que explora diversos aspectos del posmodernismo mexicano, incluyendo su videópera ¡Únicamente la verdad!.María Granillo (1962) con formación en México, Inglaterra y Canadá; autora de obras sinfónicas y de cámara como Breathing music para orquesta o Trance para ensamble de cámara. Profesora de la Escuela Nacional de Música de la UNAM.Georgina Derbez, alumna de Arturo Márquez, Ana Lara y de la pianista Ana Maria Tradatti, actualmente es Maestra de composición en la Escuela Superior de Música del Centro Nacional de las Artes. 
Entre los compositores de la última generación se encuentran Leticia Cuen —alumna de julio Estrada, residente en París desde 2000, donde ha dado a conocer la mayor parte de su obra de cámara—, Rodrigo Valdez Hermoso -alumno de Víctor Rasgado, ganador de varios premios entre los que destacan el R.E. Premio Nacional de la Juventud en Artes 2004 y el Premio Nacional de Composición Coral en 2005, de igual manera ha sido designado Artista Residente por el Conseil des Arts et des Lettres du Quebec en 2013 y por los Ministerios de Cultura de Venezuela en 2006 y Colombia en 2009, sus obras han sido interpretadas y comisionadas por ensambles y orquestas internacionales. Gabriel Pareyón —alumno de Mario Lavista y Clarence Barlow, que ha escrito para instrumentos musicales autóctonos empleándolos bajo modelos matemáticos de algoritmos y series—, Mauricio Rodríguez —discípulo de Estrada, Barlow y Ferneyhough, a quien se debe un trabajo de minuciosa representación musical, separado de la influencia de sus maestros—, Juan Cristóbal Cerrillo —que ha sido seleccionado por ensambles internacionales como el Cuarteto Arditti y el ensamble de cámara de los cursos organizados por el festival Acanthes, de Francia—, José Luis Hurtado —doctor en composición por la Universidad de Harvard, donde asistió a los cursos de Lindberg, Birtwistle, Ferneyhough y Lachenmann e Iván Ferrer Orozco -alumno de Mario Lavista y Armando Luna- quien ha trabajado empleando modelos acústicos como fuente de inspiración y utilizándolos para deducir estructuras autogenerativas. Edgar Barroso que está estudiando su Doctorado en Composición con Hans Tutschku y Chaya Czernowin en la Universidad de Harvard, pero que también ha tomado cursos en la misma institución con Helmut Lachenmann.
Adecuándose a la tradición que entrelaza el entero fenómeno de la fundación en el mundo de estudios de música electroacústica, también en México las primeras experiencias en el campo de la música producida con medios tecnológicos es debida a una figura culturalmente híbrida, más científica que musical: el Ingeniero Cibernético Raúl Pavón Sarrelangue, quien realizó, en los años sesenta, estudios de investigación en el campo de la música y las nuevas tecnologías, llevando a cabo un sintetizador electrónico para aplicaciones musicales. Junto con Héctor Quintanar, Raúl Pavón fundó el primer estudio de música electroacústica en México, laboratorio que se encontraba insertado en el contexto del Conservatorio Nacional de Música. 
En el ámbito de la música electroacústica, se puede decir[cita requerida] que este género ha logrado la madurez en el México de nuestros días. Entre los autores mexicanos que han concentrado la mayor parte de sus energías en la producción electroacústica se puede citar a Antonio Russek (1954), Manuel Rocha Iturbide, Vicente Rojo Cama (1960), Roberto Morales Manzanares (1958)  y Javier Álvarez (1956). Este último ha recibido premios internacionales por su producción electroacústica. Su trabajo se caracteriza por el empleo de instrumentos tradicionales de México fuera de su contexto original, utilizándolos en obras con recursos mixtos, así como por el desarrollo de una estética que busca en las raíces de la música latinoamericana, pop y New Age un camino diferente a la complejidad planteada por la música de vanguardia. Entre sus obras relevantes puede mencionarse Temazcal (1984), para maracas y sonidos electroacústicos.
Otros compositores de música electroacústica relevantes de estas generaciones son Guillermo Galindo, Antonio Fernández Ros y Carlos Sandoval, quien trabajó en el UPIC (fundado por Xenakis), en París, realizando las obras Tomos (1989) y Homenaje (1991). 
Particular es el caso del ya mencionado Javier Torres Maldonado, quien realiza una actividad paralela como compositor de música para instrumentos acústicos y para medios electroacústicos. En este campo ha incursionado con obras en las cuales la percepción de la velocidad temporal de los eventos sonoros se encuentra estrechamente ligada a la espacialización del sonido. Ha recibido comisiones de instituciones internacionales de renombre así como el premio internacional del GRAME de Lyon (Francia). Asimismo sobresale su actividad pedagógica desarrollada principalmente en Italia y en Suiza.
Entre los compositores más recientes se puede mencionar a Víctor Romero, Israel Martínez, Juan Sebastián Lach, Andrés Solís, Rodrigo Sigal, Rogelio Sosa, Héctor Bravo Benard, Felipe Pérez-Santiago, Alejandro Casales, Mauricio Vázquez y Sergio Luque, quienes han participado en festivales de música electrónica en México, Estados Unidos, Europa y Japón.
Cabe señalar que actualmente el festival Radar, que se desprende del Festival del Centro Histórico de la Ciudad de México, es uno de los encuentros dedicados a este género de música en México e incluye en su programación a compositores mexicanos de este género.

## Lista de compositores mexicanos
- Anexo: Compositores mexicanos de música clásica

## Orquestas y solistas en el XX y XXI
Entre las orquestas reconocidas se encuentran:
- Orquesta de Cámara de Bellas Artes
- Orquesta Sinfónica de Xalapa
- Orquesta Sinfónica del Estado de México
- Orquesta Filarmónica de la UNAM
- Orquesta Sinfónica Nacional (México)
- Orquesta Filarmónica de la Ciudad de México
- Orquesta Sinfónica “Carlos Chávez”
- Orquesta Filarmónica de Jalisco
- Orquesta Sinfónica de Yucatán

### Dirección de orquesta
- Enrique Bátiz
- Sergio Cárdenas
- Ludwig Carrasco
- Julian Carrillo
- Carlos Chávez
- Manuel de Elías
- Luis Herrera de la Fuente
- Alondra de la Parra
- James Demster
- Eduardo Diazmuñoz
- Enrique Diemecke
- Fernando Lozano Rodríguez
- Eduardo Mata
- Carlos Miguel Prieto
- Silvestre Revueltas
- Zaeth Ritter Arenas
- Miguel Salmón Del Real
- Francisco Savín
- Pablo Varela
- Anatoly Zatin
- Armando Zayas
- Juan Carlos Lomónaco

### Flauta dulce
- Horacio Franco

### Flauta
- Wilfrido Terrazas
- Salvador Torre
- Alejandro Escuer
- Rubén Islas Bravo

### Clarinete
- Luis Humberto Ramos
- Antonio Rosales
- Fernando Domínguez

### Piano
- Ana Cervantes
- Raúl Herrera
- Daniela Liebman
- Mauricio Nader
- Silvia Navarrete
- Jorge Federico Osorio
- Guadalupe Parrondo

- Eva María Zuk (nacida en Polonia y nacionalizada mexicana)

### Órgano
- Miguel Bernal Jiménez

### Violín
- Ludwig Carrasco

- Julián Carrillo
- Enrique Diemecke
- Román Revueltas

- Silvestre Revueltas
- Higinio Ruvalcaba

- Henryk Szeryng (de origen polaco y nacionalizado mexicano)

### Viola
- Omar Hernández-Hidalgo
- Javier Montiel
- Felisa Hernández Salmerón
- Alexander Bruck

### Violonchelo
- Carlos Prieto

### Percusiones
- Tambuco

### Cantantes
- Francisco Araiza
- Juan Arvizu
- Javier Camarena
- Plácido Domingo
- Rosendo Flores
- Irma González
- Olivia Gorra
- Nestor Mesta Chayres
- Jesús Suaste
- Ramón Vargas
- Rolando Villazón

### Música clásica por computadora
- Carlos David López Grether

## Difusión cultural

### Estaciones de radio
- Ciudad de México:
- Radio UNAM XEUN-AM 860 kHz
- Radio Educación XEEP-AM 1060 kHz
- Opus XHIMER-FM 94.5 MHz

### Instituciones culturales
- CONACULTA
- INBA